# خط مولوتوف

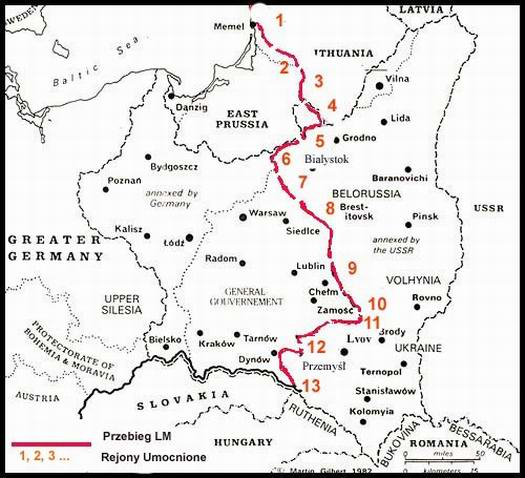
خط مولوتوف والأحياء المحصنة، على خريطة توضح الحدود في الفترة 1939-1941

ما يسمى خط مولوتوف ( (بالروسية: Линия Молотова)‏، لينيا مولوتوفا ) كان نظام المناطق المحصنة الحدودية التي بناها الاتحاد السوفياتي في السنوات 1940-1941 على طول الحدود الغربية الجديدة. كانت هذه الحدود نتيجة لاحتلال دول البلطيق وشرق بولندا وبسارابيا في عام 1940.
امتد الخط من بحر البلطيق إلى جبال الكاربات. كانت تتألف من ثلاثة عشر منطقة محصنة، تغطي معظمها حوالي 100 منطقة   كم من الحدود. كانت جزءًا من شبكة الدفاع السوفياتية الأكبر على طول حدودها الغربية، وتمتد من المحيط المتجمد الشمالي إلى البحر الأسود.
تتألف كل منطقة محصنة (في منطقة أوكرليني الروسية، أو UR ) من عدد كبير من المخابئ الخرسانية (العلب) مسلحة بمدافع رشاشة ومدافع مضادة للدبابات والمدفعية. بنيت المخابئ في مجموعات للدعم المتبادل، كل مجموعة تشكل مركزا للمقاومة. تم تعيين وحدة عسكرية مخصصة بشكل دائم للإنسان في كل منطقة.
عندما هاجمت ألمانيا النازية الاتحاد السوفيتي في 22 يونيو 1941 أثناء عملية بارباروسا، لم يتم الانتهاء من معظم الخط بعد، وبالتالي شكلت عقبة لا تذكر أمام القوات الغازية. كانت المناطق الأربع الواقعة في أقصى الجنوب، والتي تم الانتهاء منها جزئيًا، قادرة على إعاقة تقدم الفيرماخت لبضعة أيام. (قاومت قلعة بريست أطول من ذلك بكثير، لكنها كانت تقنيًا لا تشكل جزءًا من خط مولوتوف).
يمكن العثور على أنقاض هذه التحصينات، والعديد منها محفوظ جيدًا، اليوم في ليتوانيا وبولندا وروسيا البيضاء وأوكرانيا. تختلف الحدود الحديثة إلى حد ما عن الحدود في عام 1941، وبالتالي فإن بعض أجزاء الخط لا تقع في المناطق الحدودية ويمكن الوصول إليها بسهولة. من ناحية أخرى، توجد أقسام أخرى على طول الحدود البولندية الأوكرانية والبولندية والبيلاروسية وليتوانيا الروسية، لذلك قد لا يزال الوصول إليها مقيدًا لأسباب تتعلق بأمن الحدود.
يتألف الخط في ليتوانيا من أربع مناطق محصنة:
- 1. المنطقة المحصنة تلسياي (خط من بالانغا إلى Judrėnai، على مسافة 75 كيلومترا، و 8 مراكز للمقاومة، 23 المخابئ التي بنيت و 366 قيد الإنشاء في 22 حزيران، 1941).
- 2. المنطقة المحصنة شياولياي (خط من Pajūris إلى Jurbarkas  90 كم، 6 مراكز للمقاومة، 27 مخبأ مبني و403 تحت الإنشاء).
- 3. المنطقة المحصنة كاوناس (خط من يورباركاس إلى كالفاريا و 105 كيلومترا، و 10 مراكز مقاومة، 31 مخابئ مبنية و 599 تحت الإنشاء).
- 4. منطقة أليتوس المحصنة (خط من كالفاريجا إلى حدود جمهورية ليتوانيا الاشتراكية السوفياتية، 57 كم، 5 مراكز للمقاومة، 20 مخبأ مبني و 273 تحت الإنشاء).

تم بناء 101 مستودع في ليتوانيا لكن الكثير منها لم يكتمل. كانت عرضة بشكل كبير ويمكن تحييدها بسرعة عن طريق إلقاء القنابل اليدوية أو حرق الوقود في أعمدة المنظار ، والتي كانت غير محمية على الإطلاق.  
في الجنوب، كانت المناطق الأخرى الواقعة اليوم على طول الحدود الشرقية لبولندا مع بيلاروسيا وأوكرانيا:
- 5. جرودنو المنطقة المحصنة - 80   كم ، 9 مراكز للمقاومة ، 42/98/606 مستودعات تعمل / بنيت / تحت الإنشاء في 22 يونيو 1941 (في بيلاروسيا وبولندا)
- 6. منطقة أوسوييك المحصنة - 60   كم ، 8 مراكز للمقاومة ، 35/59/594 (في بولندا)
- 7. المنطقة المحصنة Zambrów - 70   كم ، 10 مراكز للمقاومة ، 30/53/550 (في بولندا)
- 8. منطقة بريست المحصنة - 120   كم ، 10 مراكز للمقاومة ، 49/128/380 (في بولندا وروسيا البيضاء)
- 9. كوفيل المنطقة المحصنة - 80   كم ، 9 مراكز للمقاومة ، 138 مخبأ تحت الإنشاء (في أوكرانيا)
- 10. Volodymyr-Volyns'kyi المنطقة المحصنة - 60   كم ، 7 مراكز للمقاومة ، 97/97/141 (في أوكرانيا)
- 11. Kamyanka-Buzka (Kamionka Strumiłowa) المنطقة المحصنة - 45   كم ، 5 مراكز للمقاومة ، 84/84/180 (في أوكرانيا)
- 12. منطقة راوا روسكا المحصنة - 90   كم ، 13 مركز مقاومة ، 95/95/306 (في بولندا وأوكرانيا)
- 13. Przemyl المنطقة المحصنة - 120   كم ، 9 مراكز للمقاومة ، 99/99/186 تم بناء أكثر من 140 مخبأ (في بولندا وأوكرانيا)

اسم خط مولوتوف غير رسمي وقد بدأ استخدامه مؤخرًا نسبيًا. وقد شاعته كتابات فيكتور سوفوروف، ولا سيما كتابه كاسحة الجليد.

### قائمة المراجع
- توماس بيرزا ، بيوتر شميلوفيتش ، يانوش جريتشوتا ؛ W cieniu "Linii Mołotowa" ، [في ظل "خط Molotov"] ، الذي نشرته Instytut Pamięci Narodowej ( معهد التذكر الوطني ) ، رزيسزو 2002 ، ص.   262 (in Polish)  .
- نيل شورت ، وخطوط ستالين ومولوتوف: الدفاعات الغربية السوفيتية 1926-1941 ، اوسبري للنشر ، 2008 ، (ردمك 1-84603-192-3)    (المعاينة في كتب Google )